# Wumenguan
Das Wumenguan (chinesisch 無門關, Pinyin Wúmén guān, W.-G. Wu-men kuan; jap. Mumonkan), auf Deutsch etwa „Die torlose Schranke“, ist eine Sammlung von 48 klassischen Gong'an (Pinyin: gōng'àn, jap.: Kōan), die im 13. Jahrhundert gegen Ende der Südlichen Song-Dynastie von Meister Wumen Huikai (chinesisch 無門慧開, Pinyin Wúmén Huìkāi; jap. Mumon Ekai; 1183–1260) zusammengestellt wurde, einem Mönch aus der Yáng-qí-Linie der Linji zong (chinesisch 臨濟宗, Pinyin Línjì zōng, W.-G. Lin-chi tsung; jap. Rinzai-shū) und Dharma-Nachfolger von Yuelin Shiguan (chinesisch 月林師觀, Pinyin Yuèlín Shīguān, W.-G. Yüeh-lin Shih-kuan; 1143–1217).

## Inhalt
Das Chanzong Wumenguan (禅宗無門關), so der vollständige Name, wurde 1228 im Dongjia Longxiang Tempel angefertigt und zu Ehren des Kaisers Song Lizong 1229 veröffentlicht. 1246 erschien eine u. a. von Anwan und Wuliang Zongshou (無量宗壽) erweiterte Ausgabe, die die Basis für die bis heute in Japan gedruckten darstellte.
Im gebräuchlichen Namen, übersetzt etwa „Pass ohne Tor“ oder „Torlose Schranke“, ist bereits das Paradoxe eines Gong'an/Kōan enthalten. Möglich sind auch Übersetzungen wie „Die Schranke des Meisters Wumen“ oder solche, die anderweitig der Bedeutung von wu (mu) im Zen Rechnung tragen und helfen können, die „Schranke“ dualistischen Denkens hinter sich zu lassen. Im chinesischen Mahayana-Buddhismus ist der Begriff 無 (wú). oft ein Synonym für 空 (sunyata) 門 (mén) steht allgemein für eine Tür oder ein Tor, im buddhistischen Sinne wird der Begriff jedoch häufig verwendet, um sich auf einen bestimmten „Aspekt“ bzw. eine bestimmte „Methode“ der Dharma-Lehren zu beziehen, es kann ebenso einen „Prüfpunkt“ meinen. Da „Wumen“ der Spitzname des Zen-Meisters war, den dieser als Mönch nach seiner sechs Jahre dauernden Lösung des „Wu“-Gong'ans erhielt, ist der Titel auch ein Ausdruck seiner „Nicht-Methode“ (im Sinne von „Methode der Leerheit“ oder „keine Methode ist die Dharma-Methode“).
Neben mündlichen Überlieferungen bildeten, wie auch beim Biyan Lu und Congrong Lu, ältere Schriften, u. a. das Jingde Chuandeng Lu eine der Quellen. Daher gibt es gelegentlich inhaltliche Überschneidungen. Wumen verlieh dabei seinem Buch einen eigenen Charakter, angefangen mit den Titelüberschriften aus jeweils nur vier Schriftzeichen, er kürzte ggf. die überlieferte Vorlage auf ein Minimum und fügte einen (bisweilen sehr knappen) ironischen Kommentar sowie einen vierzeiligen Vers hinzu.
Die Sammlung beginnt mit dem für Wumen Huikai persönlich so bedeutenden Gong'an des Zhaozhou (jap. Joshu), wo dieser auf die Frage „Hat ein Hund die Buddha-Natur?“ mit „Wu“ (Mu) antwortet. Ähnlich bekannt ist Zhaozhous „Zypresse im Vorgarten“. Aber auch die Dialoge anderer Meister der Tang-Zeit sind im Wumenguan vertreten, darunter Yunmen (jap. Ummon), Huangbo (jap. Obaku) und Nanquan (jap. Nansen).
Die Fälle mit der Auflistung der Protagonisten sind:
1. Zhaozhous Hund („Wu!“) (赵州狗子)
2. Baizhang und der Fuchs (百丈野狐)
3. Juzhi[Anm 12] hebt den Finger (俱胝竖指)
4. Bartloser westlicher Barbar (Bodhidharma) (胡子无须)
5. Xiangyans[Anm 13] Mann auf einem Baum (香严上树)
6. Buddha hält eine Blume hoch (Buddha und Mahakashyapa) (世尊拈花)
7. Zhaozhous „Wasch deine Eßschale“ (赵州洗钵)
8. Xizhongs stellt Karren her (Yue'an Shanguo)[Anm 14] (奚仲造车)
9. Xingyang Qingrang[Anm 15] (大通智胜)
10. Qingshui, der Arme (Caoshan Benji)[Anm 16] (清税孤贫)
11. Zhaozhou prüft die wahre Natur der Einsiedler (州勘庵主)
12. Ruiyan[Anm 17] ruft „Meister“ (岩唤主人)
13. Deshan[Anm 18] trägt seine Eßschalen (德山托钵)
14. Nanquan tötet eine Katze (南泉斩猫)
15. Dongshan[Anm 19] bekommt sechzig Schläge (洞山三顿)
16. Der Glockenschlag und das siebenteilige Gewand (Yunmen Wenyan) (钟声七条)
17. Der Lehrer der Nation[Anm 20] ruft dreimal (国师三唤)
18. „Drei Pfund Flachs“ von Dongshan Liangjie (洞山三斤)
19. „Der gewöhnliche Geist ist das Dao“ (Zhaozhou Congshen & Nanquan Puyuan) (平常是道)
20. Ein Mann der großen Stärke (大力量人)
21. „Der Scheißstock“ von Yunmen (云门屎橛)
22. „Den Fahnenmast umwerfen“ von Mahakashyapa (Ananda) (迦叶刹竿)
23. Denke weder gut noch böse (Dajian Huineng) (不思善恶)
24. Reden und Schweigen hinter sich lassen (Fengxue Yanzhao)[Anm 21] (离却语言)
25. Derjenige, der an dritter Stelle sitzt, lehrt den Dharma (Yangshan Huiji) (三座说法)
26. Zwei Mönche rollen die Bambusvorhänge auf (Fayan Wenyi) (二僧卷廉)
27. Dies ist weder ein Geist noch ein Buddha (Nanquan Puyuan) (不是心佛)
28. Der wohlbekannte Longtan Chongxin[Anm 22] (und Deshan Xuanjian) (久响龙潭)
29. Weder Wind noch Fahne (Dajian Huineng) (非风非幡)
30. „Der Geist selbst ist der Buddha“ (Mazu Daoyi) (即心即佛)
31. Zhaozhou durchschaut die alte Frau (赵州勘婆)
32. Nicht-buddhistische Fragen an den Buddha (外道问佛)
33. „Weder Geist noch Buddha“ (Mazu Daoyi) (非心非佛)
34. „Wissen ist nicht das Dao“ (Nanquan Puyuan) (智不是)
35. Die getrennte Seele der Qian (Wuzu Fayan)[Anm 23] (倩女离魂)
36. Begegnung mit dem Dao-Meister auf der Straße (Wuzu Fayan) (路逢达道)
37. Die Zypresse[Anm 10] im Vorgarten (Zhaozhou Congshen) (庭前柏树)
38. Der Büffel[Anm 24], der durch ein Fenster geht (Wuzu Fayan) (牛过窗棂)
39. Yunmen sagt: „Du hast es verfehlt!“ (Yunmen Wenyan) (云门话堕)
40. Den Wasserkrug umstoßen (Guishan Lingyou)[1] (趯倒净瓶)
41. Bodhidharma beruhigt den Geist (Dazu Huike) (达磨安心)
42. Eine Frau erwacht aus dem Samadhi (Buddha und Manjushri) (女子出定)
43. Shoushan Xingnians[Anm 25] Stab (首山竹篦)
44. Bajiao Huiqings[Anm 26] Stock (芭蕉拄杖)
45. „Wer ist jener Eine?“ (Wuzu Fayan) (他是阿谁)
46. Vorwärtsgehen von der Spitze der Stange (Shishuang Chuyuan alias Ciming Chuyuan)[Anm 27] (竿头进步)
47. Die drei Barrieren von Doushan[Anm 28] (兜率三关)
48. Der eine Weg des Qianfeng[Anm 29] (und Yunmen Wenyan) (乾峰一路)

Der Weg zum Satori führte auch Wumen durch unterschiedliche Formen der Meditation (insbesondere auch das lange Sitzen im Zazen) und die provozierenden Fragen, die der Meister dem Schüler stellt. Yuelin gab ihm den Gong'an (Kōan) von Zhaozhou Congshen, den Wumen später als Fall Nr. 1 aufnahm: „Hat ein Hund Buddha-Natur?“ Wumen rang sechs Jahre lang mit dieser Frage, im Zazen vertieft und schließlich schlaflos werdend, bevor er eines Tages plötzlich, durch den Klang der Mittagstrommel erweckt, seinen individuellen Lösungsweg fand: „WU!“ (無, jap. „Mu“) – Nichts, Leere – es ist aber kein Ja oder Nein, denn darauf kommt es nicht an:

„Der Hund! Die Buddha-Natur!

Die Wahrheit zeigt sich deutlich.

Ein Augenblick von Ja-und-Nein:

Verloren sind dein Leib und deine Seele“

Sein Satori in diesem Augenblick beschrieb er:

„Ein Donnerschlag bei klarem, blauem Himmel!

Alle Wesen auf Erden haben ihre Augen geöffnet.

Alles unter der Sonne hat sich sogleich verneigt.

Der Berg Sumeru springt auf und tanzt.“

Ein typischer, absolut reduzierter (vollständiger) Kommentar von Wumen lautet (in Fall Nr. 37): Könnt ihr Jôshûs Antwort klar durchschauen, gibt es keinen Shakyamuni in der Vergangenheit, keinen Maitreya in der Zukunft.
Hierzu zitierte er den folgenden Vers:

„Worte enthalten nicht die Wirklichkeit.

Die Rede ist nicht dem Schüler angepaßt.

An Worten haftend verliert man die Realität.

An Sätzen hängen führt zur Täuschung.“

Gegenüber dem Biyan Lu, das als ein sprachlich sehr anspruchsvoller, philosophischer Höhepunkt der klassischen Zen-Literatur gilt, hob Heinrich Dumoulin das Wumenguan als ein „ein Meisterwerk der Prägnanz“ hervor.
Während mit dem Niedergang der Südlichen Song-Dynastie der Chan-Buddhismus in China an Bedeutung verlor, wurde durch Wumen Huikais Schüler Shinji Kakushin (1207–1298) das Wumenguan/Mumonkan nach Japan gebracht, wo es bis in die Gegenwart als ein Kernstück der Zen-Literatur verwendet und darüber hinaus immer wieder neu mit Teishōs kommentiert wird.